# Танака Ріомей
Ріомей Танака (нар. 13 жовтня 1993) — японський боксер, що виступає у найлегшій ваговій категорії, бронзовий призер Олімпійських ігор 2020 року.

## Любительська кар'єра
Олімпійські ігри 2020
- 1/16 фіналу: Переміг Йоеля Фіноля (Венесуела) — 5-0
- 1/8 фіналу: Переміг Ху Цзяньгуаня (Китай) — WO
- 1/4 фіналу: Переміг Юберхена Мартінеса (Колумбія) — 4-1
- 1/2 фіналу: Програв Карло Пааламу (Філіппіни) — 0-5